# 有明広域圏 (福岡県)
有明広域圏（ありあけこういきけん）は、福岡県によって設定された10の広域圏のうちの1つである。
有明広域市町村圏協議会1971年に設置され、1988年からは共同事業を実施している。

## 概要
福岡県の南西端に位置し、大牟田市・柳川市及びみやま市の3市で構成される。人口は235,745人、面積は263.57km2。
大牟田市を除く2市は筑紫平野（筑後平野）の南端部にあたり、特に柳川市では最高地点でも標高が5m前後など平坦な地形である。西は有明海に面し、東から南東にかけては筑肥山地が連なっている。

## 産業
各統計調査における3市の数値は次のとおり。
- 農業産出額 ： 大牟田市 20.0億円、柳川市 80.5億円、みやま市 121.4億円（平成17年生産農業所得統計）
- 製造品出荷額 ： 大牟田市 2,292.33億円、柳川市 715.37億円、みやま市 260.01億円（平成16年工業統計表）
- 商業年間販売額 ： 大牟田市 2,310.96億円、柳川市 1,378.00億円、みやま市 410.21億円（平成16年商業統計表）[4]

産業別就業人口の割合
- 第1次産業：大牟田市2.4％、柳川市13.1％、みやま市19.3％
- 第2次産業：大牟田市26.7％、柳川市28.1％、みやま市27.0％
- 第3次産業：大牟田市69.7％、柳川市57.9％、みやま市53.2％

## 広域行政の枠組み
大牟田市が中心市となり、みやま市・柳川市のほか、熊本県荒尾市・長洲町・南関町と定住自立圏協定を締結している。